# Virgil Delureanu
Virgil Delureanu este un deputat român în legislatura 2000-2004, ales în județul Olt pe listele partidului PSD.